# Ariane Lüthi
Pour les articles homonymes, voir Lüthi.
Ariane Lüthi connue aussi sous le nom de Ariane Kleinhans, née le 8 octobre 1983 à Thoune, est une coureuse cycliste suisse. Spécialisée en VTT, elle est championne de Suisse de cross-country marathon en 2013, 2016, 2018 et 2019.

## Vie privée
En 2015, Ariane Kleinhans reprend son nom de jeune fille Lüthi après séparation avec son mari le cycliste Erik Kleinhans.

## Palmarès en VTT

### Championnats du monde
| Édition / Épreuve | Cross-country marathon |
| Val Gardena 2015  | 4e                     |
| Auronzo 2018      | 5e                     |
| Grächen 2019      | 15e                    |
| Sakarya 2020      | Bronze                 |

### Championnats d'Europe
- 2018
  -  Médaillée de bronze du cross-country marathon
- 2019
  - 9e du cross-country marathon

### Championnats nationaux
- 2013
  -  Championne de Suisse de cross-country marathon
- 2014
  - 2e du cross-country marathon
- 2015
  - 2e du cross-country marathon
- 2016
  -  Championne de Suisse de cross-country marathon
- 2018
  -  Championne de Suisse de cross-country marathon
- 2019
  -  Championne de Suisse de cross-country marathon
- 2020
  - 2e du cross-country marathon
- 2021
  -  Championne de Suisse de cross-country marathon

### Autres
- Cape Epic (2014, 2015 et 2016)
- Grand Raid BCVs (2013, 2014 et 2016)
- Belgique Mountainbike Festival (2018)
- Sabi Afrique du Sud (2012, 2013, 2014 et 2015)